# Acrumena massiliensis
Acrumena massiliensis är en plattmaskart som beskrevs av Brunet 1965. Acrumena massiliensis ingår i släktet Acrumena och familjen Acrumenidae. Arten är reproducerande i Sverige. Inga underarter finns listade i Catalogue of Life.